# Playing the Game (film 1918)
Playing the Game è un film muto del 1918 diretto da Victor Schertzinger sotto la supervisione di Thomas H. Ince. Sceneggiato da R. Cecil Smith su un soggetto di Julien Josephson, aveva come interpreti Charles Ray, Doris May (che, a inizio carriera, usava il nome Doris Lee), Harry Rattenberry, Robert McKim. In una parte secondaria, appare anche Lillian Lorraine, famosa Ziegfeld girl.

## Trama
Ricco e sregolato, Larry Prentiss viene coinvolto in una rissa di ubriachi. Nella mischia, si convince di avere ucciso il ballerino Hickey Trent e decide di scappare da New York per rifugiarsi nel West. Sotto falso nome, arriva in Arizona accompagnato da Hodges, il suo valletto. I due, però, vengono derubati di tutto e quando arrivano al ranch di famiglia, gestito da Matt Shannon, vengono scambiati per due vagabondi in cerca di lavoro. Senza farsi riconoscere, Larry comincia a lavorare come cowboy, facendo una buona impressione e dimostrandosi un lavoratore coscienzioso. Conquista anche il cuore di Moya, la figlia di Shannon, ma non incontra le simpatie di "Flash" Purdy, il caposquadra del ranch. Quest'ultimo, che progetta di derubare le paghe dei lavoranti, incarica alcuni fuorilegge di attaccare Shannon e il carro che trasporta il denaro. Larry ha uno scontro con i banditi e poi anche con Purdy, sul quale ha la meglio. Un telegramma di suo zio da New York gli fa sapere che Trent, il supposto morto, in realtà era rimasto solo stordito e che su di lui non pende alcuna accusa. Non dovendosi più nascondere, Larry adesso può dichiarare la sua vera identità: Shannon, scoprendo che è lui il padrone del ranch, non ha più nessuna obiezione riguardo al matrimonio di sua figlia con Larry.

## Produzione
Il film fu prodotto dalla Thomas H. Ince Corporation con il titolo di lavorazione The Flivver.

## Distribuzione
Il copyright del film, richiesto dalla Thomas H. Ince Corp., fu registrato il 25 marzo 1918 con il numero LP12248.

Distribuito dalla Famous Players-Lasky Corporation e Paramount Pictures, presentato da Thomas H. Ince, il film uscì nelle sale statunitensi il 5 maggio 1918 (o il 22 aprile 1918).
In Svezia, fu distribuito il 25 novembre 1918 con il titolo Fyr och flamma; in Danimarca, come En Cowboy fra Asfalten, il 26 giugno 1922; in Francia prese il titolo Volonté.
Non si conoscono copie ancora esistenti della pellicola che viene considerata presumibilmente perduta.